# Jerry Rawlings
Jerry John Rawlings, född Jeremiah Rawlings John den 22 juni 1947 i Accra, död 12 november 2020 i Accra, var en ghanansk militär och politiker. Han var Ghanas president två gånger, första gången juni till september 1979 och därefter från 1981 till 2000. Stora delar av tiden satt han som ledare för ett militärstyre.
Rawlings var kapten i det ghananska flygvapnet. Han kom till makten efter en blodig militärkupp den 4 juni 1979, som iscensattes av ett antal yngre officerare som en reaktion mot korruptionen inom det ghananska försvaret. Något av det första han gjorde som ordförande i De väpnade styrkornas revolutionära råd var att avrätta de tidigare diktatorerna Acheampong, Afrifa och Akuffo för förbrytelser de hade begått medan de innehade presidentämbetet. I början av sin tid som president skapade han populistiska reformer, som socialistisk ekonomi och arbete mot korruption. Efter bara fyra månader gav han ifrån sig makten, och den demokratiskt valda Hilla Limann tog över.
Den 31 december 1981 stod han bakom en ny statskupp. Hans politik var då mer moderat, och han hade bland annat tankar om fria marknadskrafter. Även om hans ekonomiska politik gjorde att Ghana uppnådde långt bättre resultat än andra afrikanska länder, var det också stora brister i mänskliga rättigheter under hans styre.[källa behövs] Han ställde upp i val år 1992 och 1996, och vann båda gångerna. Valen präglades av oro, men observatörer konkluderade med att det var innanför gränsen för vad som kan kallas ett fritt val.
År 2000 ställde han inte upp för omval, och hans vicepresident John Atta-Mills förlorade mot John Kufuor, som själv hade ställt upp mot Rawlings år 1996.